# Air China Cargo
Air China Cargo Airlines (Vereenvoudigd Chinees:  中国国际货运航空公司; Traditioneel Chinees:  中國國際貨運航空公司; Pinyin: Zhōngguó Guójì Huòyùn Hángkōng gōngsī) is een Chinese vrachtluchtvaartmaatschappij met haar hoofdkantoor in Beijing. Het is de vrachtafdeling van Air China.

## Geschiedenis
Air China Cargo Airlines is opgericht in 2003 door Air China (51%), Cathay Pacific (25%) en de Internationale luchthaven van Peking Capital (24%) om de luchtvrachtactiviteiten van Air China over te nemen. Inmiddels hebben alleen Air China en Cathay Pacific nog aandelen van 51% en 49% na een joint venture in 2011.
In 2014 besloten de aandeelhouders voor $320 miljoen nieuw kapitaal te injecteren in de joint venture. Door de kredietcrisis is de aanbod van luchtvracht teruggelopen met verliezen voor China Air Cargo tot gevolg.

## Vloot
In april 2024 bestond de vloot van Air China Cargo uit:
| Type                | Aantal | Orders | Opmerkingen |
| ------------------- | ------ | ------ | ----------- |
| Airbus A330-243/P2F | 1      | 7      |             |
| Boeing 747-400F     | 3      | —      |             |
| Boeing 777F         | 9      | 3      |             |
| Totaal              | 13     | —      |             |